# Eugène Ionesco
Eugène Ionesco (en rumano Eugen Ionescu, Slatina, Rumania, 26 de noviembre de 1909-París, Francia, 28 de marzo de 1994) fue un dramaturgo y escritor franco-rumano en lengua francesa, elegido miembro de la Academia francesa el 22 de enero de 1970 y fue galardonado con el Premio Estatal de Literatura Europea de 1970 y el Premio de Jerusalén de 1973. Fue uno de los principales dramaturgos del teatro del absurdo, que incluye una serie de obras que, siguiendo las ideas del filósofo Albert Camus, exploran conceptos del absurdo.

## Biografía

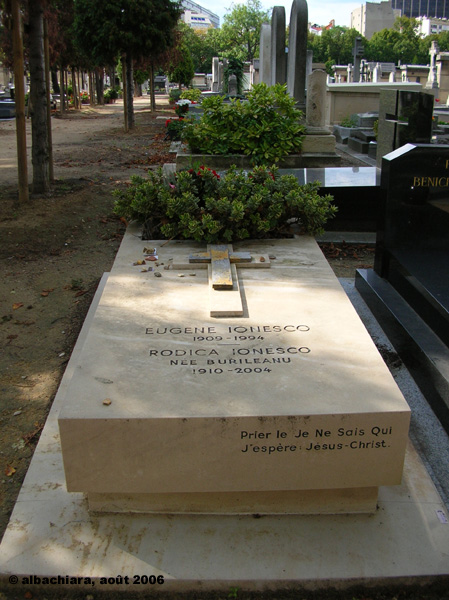
Tumba de Eugène Ionesco en el cementerio de Montparnasse.

Ionesco nació en Slatina, Rumania, de padre rumano y madre francesa, viajó a París con un año y vivió allí hasta los trece. En 1925 volvió a Rumania y estudió la carrera de Letras. Enseñó francés durante tres años en un Instituto de Bucarest, hasta que en 1938 regresó a Francia para establecerse definitivamente. Trabajó en una editorial, después en un banco y empezó una tesis doctoral sobre la muerte en la poesía francesa que no terminaría. Se relacionó con el grupo de la revista literaria Les Cahiers du Sud antes de dedicarse por entero a su producción dramática.
Su primera obra de teatro, La cantante calva se estrenó en el Théâtre des Noctambules en 1950. Su inteligencia, novedad y ruptura con la lógica lo llevan a la fama, fama que no lo abandonaría en sus posteriores obras. Fue, junto al irlandés Samuel Beckett, el padre del teatro del absurdo, mediante el cual él hace «de un texto burlesco, un juego dramático; y de un texto dramático un juego burlesco». Más allá de la mera ridiculización de situaciones banales, las obras de Ionesco reflejan la soledad de los humanos y la insignificancia de la adoración a ídolos vacíos, entre otros temas.
Murió en 1994 y está enterrado en el cementerio de Montparnasse en París.

## Carrera literaria

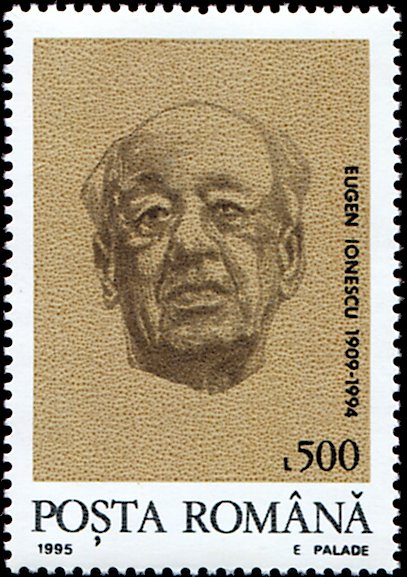
Sello de correos rumano con la efigie de Ionesco

### Escribir en Rumanía
Aunque más conocido como dramaturgo, el teatro no fue el primer medio que eligió. Empezó escribiendo poesía y crítica, y publicó en varias revistas rumanas. Dos de sus primeros escritos son Nu, un libro en el que critica a muchos otros escritores, incluidos destacados poetas rumanos, y Hugoliade, or, The grotesque and tragic life of Victor Hugo, una biografía satírica en la que se burla del estatus de Victor Hugo como gran figura de la literatura francesa. La Hugoliade incluye relatos exagerados de los episodios más escandalosos de la vida de Hugo y contiene prototipos de muchos de los temas posteriores de Ionesco: el carácter autoritario ridículo, el falso culto al lenguaje.

### Orígenes de su primera obra teatral
Ionesco comenzó su carrera teatral más tarde; no escribió su primera obra hasta 1948 (La Cantatrice chauve, estrenada en 1950 con el título inglés The Bald Soprano). A los 40 años, decidió aprender inglés siguiendo el método Assimil, copiando concienzudamente frases enteras para memorizarlas. Al releerlas, empezó a sentir que no estaba aprendiendo inglés, sino que estaba descubriendo algunas verdades asombrosas, como que la semana tiene siete días, que el techo está arriba y el suelo abajo; cosas que ya sabía, pero que de repente le parecieron tan asombrosas como indiscutiblemente ciertas.
Este sentimiento se intensificó con la introducción en lecciones posteriores de los personajes conocidos como "el Sr. y la Sra. Smith". Ante el asombro de su marido, la señora Smith le informó de que tenían varios hijos, que vivían en los alrededores de Londres, que se apellidaban Smith, que el señor Smith era oficinista y que tenían una criada, Mary, que era inglesa como ellos. Lo notable de la señora Smith, pensaba Ionesco, era su procedimiento eminentemente metódico en su búsqueda de la verdad. Para Ionesco, los clichés y tópicos de la conversación se desintegraban en caricaturas salvajes y parodias, y el propio lenguaje se desintegraba en fragmentos inconexos de palabras. Ionesco plasmó esta experiencia en una obra de teatro, La Cantatrice Chauve, estrenada en 1950 bajo la dirección de Nicolas Bataille. No tuvo mucho éxito y pasó desapercibida hasta que algunos escritores y críticos consagrados, entre ellos Jean Anouilh y Raymond Queneau, defendieron la obra.

### Primeras obras
Las primeras obras teatrales de Ionesco, consideradas las más innovadoras, eran obras en un acto o sketches extensos: La Cantatrice chauve traducida como The Bald Soprano o The Bald Prima Donna (escrita en 1948), Jacques ou la soumission traducida como Jack, or The Submission (1950), La Leçon traducido como La lección (1950), Les Salutations traducido como Salutations] (1950), Les Chaises, traducido como Las sillas (1951), L'Avenir est dans les oeufs, traducido como El futuro está en los huevos (1951), Victimes du devoir, traducido como Víctimas del deber (1952) y, por último, Le Nouveau locataire, traducido como El nuevo inquilino (1953). Estos sketches absurdistas, a los que dio calificativos como "antijuego" (anti-pièce en francés) expresan con surreal fuerza cómica los sentimientos modernos de alienación y la imposibilidad e inutilidad de la comunicación, parodiando el conformismo de la burguesía y las formas teatrales convencionales. En ellas, Ionesco rechaza un argumento convencional como base, y en su lugar toma su estructura dramática de ritmos acelerados y/o repeticiones cíclicas. Prescinde de la psicología y del diálogo coherente, describiendo así un mundo deshumanizado con personajes mecánicos, como marionetas, que hablan con non-sequiturs. El lenguaje se enrarece y las palabras y los objetos materiales cobran vida propia, abrumando cada vez más a los personajes y creando una sensación de amenaza.

### Las obras completas
Con Tueur sans gages, traducida como El asesino (1959; su segunda obra completa, la primera fue Amédée, ou Comment s'en débarrasser, de 1954), Ionesco comenzó a explorar situaciones dramáticas más sostenidas, con personajes más humanizados. Entre ellos destaca Bérenger, personaje central de varias obras de Ionesco, la última de las cuales es Le Piéton de l'air traducida como Un paseo por el aire. 
Bérenger es una figura semiautobiográfica que expresa el asombro y la angustia de Ionesco ante la extrañeza de la realidad. Su ingenuidad cómica despierta la simpatía del público. En El asesino encuentra la muerte en la figura de un asesino en serie. En Rhinocéros observa cómo sus amigos se van convirtiendo en rinocerontes uno a uno hasta que sólo él permanece inmutable frente a este movimiento masivo. Es en esta obra donde Ionesco expresa con más fuerza su horror al conformismo ideológico, inspirado por el ascenso de la fascista Guardia de Hierro en Rumanía. Guardia de Hierro en Rumanía en los años treinta. En Le Roi se meurt (1962), interpreta al rey Bérenger I, un hombre común que lucha por aceptar su propia muerte.

### Obras posteriores
En general, la obra posterior de Ionesco ha recibido menos atención. Entre ellas se encuentran La Soif et la faim (1966), Jeux de massacre (1971), Macbett (1972, una adaptación libre de la obra de Shakespeare Macbeth) y Ce formidable bordel (1973).
Ionesco también escribió su única novela, El ermitaño', durante este último periodo. Se publicó por primera vez en 1975.
Aparte del libreto para la ópera Maximilien Kolbe (música de Dominique Probst), representada en cinco países, producida para la televisión y grabada para su publicación en CD, Ionesco no volvió a escribir para el teatro después de Voyage chez les morts en 1981. Sin embargo, La Cantatrice chauve' sigue representándose hoy en el Théâtre de la Huchette , al que se trasladó en 1952. Ostenta el récord mundial de la obra que más tiempo se ha representado ininterrumpidamente en el mismo teatro.

### Escritos teóricos
Al igual que Shaw y Brecht, Ionesco contribuyó al teatro con sus escritos teóricos (Wellwarth, 33). Ionesco escribió principalmente para intentar corregir a los críticos que, en su opinión, malinterpretaban su obra y, por tanto, influían erróneamente en su público. Al hacerlo, Ionesco articuló formas en las que pensaba que debía reformarse el teatro contemporáneo (Wellwarth, 33). Notas y contra notas" es una recopilación de escritos de Ionesco, que incluye reflexiones sobre por qué eligió escribir para el teatro y respuestas directas a sus críticos contemporáneos. 
En la primera sección, titulada "Experiencia del teatro", Ionesco afirmaba haber odiado ir al teatro de niño porque no le proporcionaba "ningún placer ni sentimiento de participación" (Ionesco, 15). Escribió que el problema del teatro realista es que es menos interesante que el teatro que invoca una "verdad imaginativa", que le parecía mucho más interesante y liberadora que la "estrecha" verdad presentada por el realismo estricto (Ionesco, 15). Afirmaba que "el drama que se basa en efectos simples no es necesariamente un drama simplificado" (Ionesco, 28). Notas y contra-notas también reproduce una acalorada guerra de palabras entre Ionesco y Kenneth Tynan basada en las creencias de Ionesco y el odio de éste hacia Brecht y el teatro brechtiano.

### Contexto literario
A menudo se considera a Ionesco un escritor del Teatro del absurdo, una etiqueta que le dio originalmente Martin Esslin en su libro del mismo nombre. Esslin, situó a Ionesco junto a sus contemporáneos Samuel Beckett, Jean Genet y Arthur Adamov, denominando a este grupo informal "absurdo" basándose en el concepto de absurdo de Albert Camus. En opinión de Esslin, Beckett e Ionesco plasmaron mejor en sus obras el sinsentido de la existencia que las obras de Camus o Sartre. Debido a esta asociación imprecisa, a menudo se califica erróneamente a Ionesco de existencialista. Ionesco afirmó en Notas y contranotas que no era existencialista y a menudo criticó a la figura existencialista Jean-Paul Sartre. Aunque Ionesco conocía a Beckett y honraba su obra, el grupo francés de dramaturgos distaba mucho de ser un movimiento organizado.
Ionesco sobre la metafísica de la muerte en A través de los ojos parisinos: Reflexiones sobre las artes y la cultura francesas contemporáneas, de Melinda Camber Porter: "La muerte es nuestro principal problema y todos los demás son menos importantes. Es el muro y el límite. Es la única alienación ineludible; nos da el sentido de nuestros límites. Pero la ignorancia de nosotros mismos y de los demás a la que estamos condenados es igual de preocupante. A fin de cuentas, no sabemos lo que hacemos. Sin embargo, en toda mi obra hay un elemento de esperanza y un llamamiento a los demás".
Ionesco reivindicó en cambio su afinidad por la 'Patafísica y su creador Alfred Jarry. También fue un gran admirador del Dadaístas y del Surrealistas, especialmente de su compatriota Tristan Tzara. Ionesco entabló amistad con André Breton, a quien veneraba. En Presente pasado, presente pasado, Ionesco escribió "Breton nos enseñó a destruir los muros de lo real que nos separan de la realidad, a participar en el ser para vivir como si fuera el primer día de la creación, un día que cada día sería el primer día de nuevas creaciones." Raymond Queneau, antiguo socio de Breton y defensor de la obra de Ionesco, fue miembro del Collège de 'Pataphysique y fundador del Oulipo, dos grupos con los que Ionesco estuvo asociado. Políticamente, Ionesco expresó su simpatía por el Partido Radical Transnacional de izquierdas de Marco Pannella.

## Honores y premios

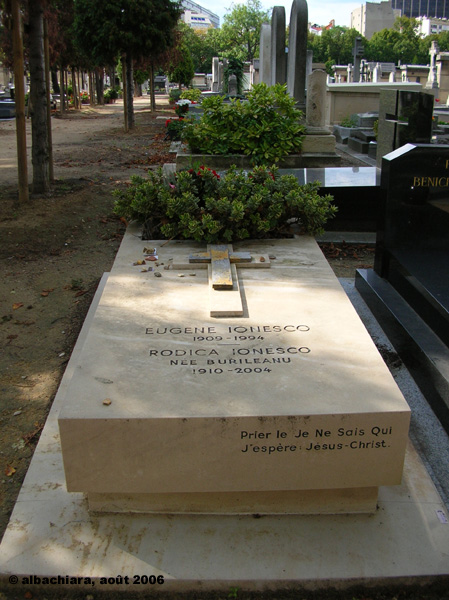
Tumba de Ionesco en el cementerio de Montparnasse, París. La inscripción se traduce: Ora al no sé quién: Jesucristo, espero

Ionesco se hizo miembro de la Académie française en 1970. También recibió numerosos premios, incluido el Premio del Festival de Tours de cine, 1959; Premio Italia, 1963; Premio Sociedad de Autores de Teatro, 1966; Gran Premio Nacional de Teatro, 1969; Gran Premio de Mónaco, 1969; Premio estatal austriaco de literatura europea, 1970; Premio de Jerusalén, 1973; y doctorados honorarios de la Universidad de Nueva York y las universidades de Lovaina, Warwick y Tel Aviv. En 1964 fue nominado al Premio Nobel de Literatura.

## Muerte
Eugène Ionesco murió a los 84 años el 28 de marzo de 1994 y está enterrado en el Cementerio de Montparnasse en París. En 2009, la Academia rumana concedió la membresía póstuma a Ionesco.

## Obras

### Teatro
- La cantante calva (1950)
- La lección (1950)
- El porvenir está en los huevos (1951)
- El maestro (1951)
- Las sillas (1952)
- Víctimas del deber (1952)
- Amadeo o cómo salir del paso (1953)
- La joven casadera (1953)
- Jacques o la sumisión (1955)
- L'impromtu de l'alma (La improvisación del alma) (1955)
- El nuevo inquilino (1956)
- El rinoceronte (1959)
- El rey se muere (1962)
- Delirio a dúo (1962)
- La photo du colonel (La foto del coronel) (1962)
- El Cuadro (1962)
- El peatón del aire (1962)
- La sed y el hambre (1964)
- Jeux de massacre (El juego de la peste) (1970)
- Macbett (1972)[14]
- Ese formidable burdel (1973)
- El hombre de las maletas (1975)
- Voyages chez les morts (Viajes al otro mundo) (1980)
- Novedades del frente de Batalla
- Callate (1981)
- La tente du parnet

### Ensayos
- La tragédie du langage (1958)
- Expérience du théâtre (1958)
- Discours sur l'avant-garde (1959)
- Notas y contranotas (1962)
- Découvertes (Descubrimientos) (1969)
- Antídotos (1977)
- Le blanc et le noir (El blanco y el negro) (1981)
- prefacio al libro Qu'a-t-on fait de Rhinocéros d'Eugène Ionesco à travers le monde?: Allemagne, France, Roumanie, Iran, Japon, U.S.A. (1995) de Ahmad Kamyabi Mask

### Diarios, novelas y artículos
- La Vase (1956)
- Le Piéton de l'air (1961)
- Journal en miettes (1967). Publicado en español por Editorial Guadarrama en 1968: «Diario» con traducción de Marcelo Arroita-Jauregui
- Présent passeé, Passe présent (1968). Publicado en español por Guadarrama: «Diario II»
- Le solitaire (1973)
- La photo du colonel (La foto del coronel) (1962)
- La vase (El barro) (1970). Guion
- El solitario (novela) (1974)
- Cuentos para niños menores de tres años (1976)
- Un hombre en cuestión (1979) Recopilarión de artículos
- La búsqueda intermitente (1987) Diario